# Eutelia vulgaris
Eutelia vulgaris är en fjärilsart som beskrevs av Paul Mabille 1900. Eutelia vulgaris ingår i släktet Eutelia och familjen nattflyn. Inga underarter finns listade i Catalogue of Life.